# 7:35 de la mañana
7:35 de la mañana ist ein spanischer Kurzfilm von Nacho Vigalondo aus dem Jahr 2003.

## Handlung
Eine Frau kommt wie jeden Morgen in ein Café, kauft Kaffee und ein Frühstück und will die Zeitung lesen. Sie bemerkt, dass alle Gäste wie erstarrt sitzen. Plötzlich beginnt ein Mann zu singen. Es scheint eine einstudierte Liebeserklärung an die Frau zu werden, so singt der Mann, unterstützt von den Gästen, die nach Aufforderung bestimmte Liedzeilen singen oder mit dem Mann tanzen, von der Frau, die jeden Tag im Café erscheine, von der er nichts wisse, aber mehr erfahren wolle. Die Frau reagiert jedoch verängstigt und alarmiert heimlich die Polizei. Plötzlich stockt das Lied – ein Gast liest den ihm zugedachten Text nicht schnell genug ab. Der Mann droht dem Gast und enthüllt einen Sprengstoffgürtel, den er trägt und jederzeit zum Explodieren bringen könnte. Das Lied geht schließlich weiter und endet unter dem Sirenengeheul vor dem Café. Der Mann wird von der Polizei aufgefordert, aus dem Café zu kommen. Ein Gast gibt ihm ein mit Konfetti gefülltes Kissen mit. Der Mann geht, kurz darauf gibt es eine Explosion und ein Konfettiregen geht auf die Gäste nieder. Die Frau bleibt stumm zurück.

## Produktion
7:35 de la mañana wurde in Madrid gedreht. Die Sets schuf Urko Aguirre. Zu den Darstellern der Cafégäste gehörte auch Resu Vigalondo, die Mutter des Regisseurs. Der Film erlebte am 21. November 2003 auf dem Gijón International Film Festival seine Premiere.

## Auszeichnungen
Auf dem Cinema Jove gewann 7:35 de la mañana den Preis für den besten Kurzfilm. Auf dem Drama Short Film Festival wurde der Film mit dem Prix UIP Drama (European Short Film) ausgezeichnet und erhielt daher auch eine Nominierung für den Europäischen Filmpreis als Bester Kurzfilm. 7:35 de la mañana wurde 2005 für einen Oscar in der Kategorie Bester Kurzfilm nominiert.